# Albrecht von Rechenberg

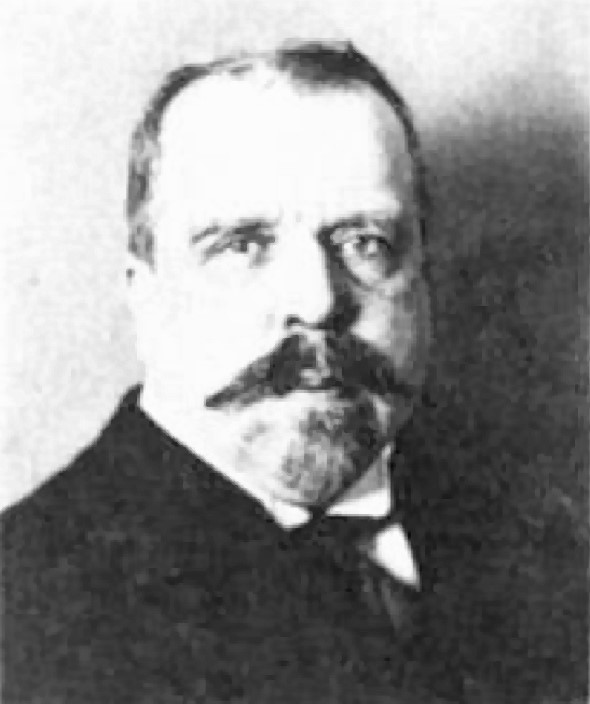
Albrecht von Rechenberg (ca. 1916)

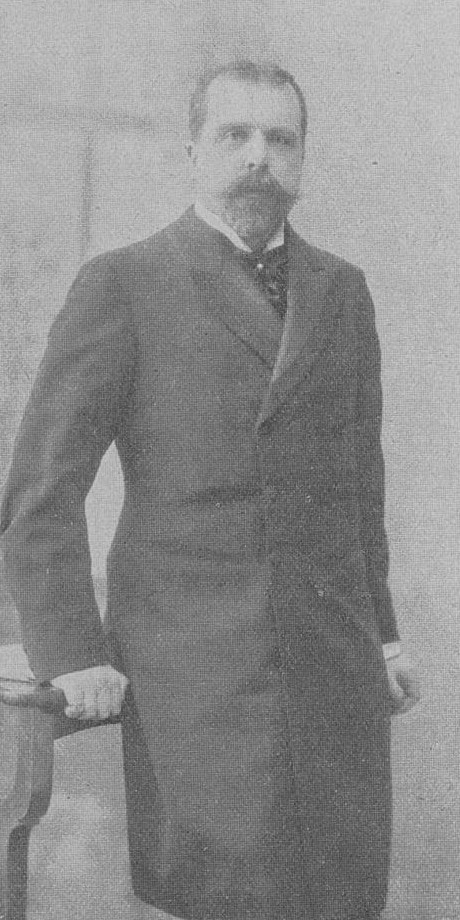
Albrecht von Rechenberg, um 1907

Georg Albrecht Julius Heinrich Friedrich Carl Ferdinand Maria Freiherr von Rechenberg (* 15. September 1861 in Madrid; † 26. Februar 1935 in Berlin) war ein deutscher Konsularbeamter, Generalkonsul in Warschau, Gouverneur von Deutsch-Ostafrika und Reichstagsabgeordneter. 

## Familie
Seine Familie kann erstmals im Jahre 1270 im Raum Meißen nachgewiesen werden, die Erhebung in den Adel mit der Verleihung des Titels eines Freiherrn erfolgte im Jahre 1534 durch den römisch-deutschen König und späteren Kaiser Ferdinand I. Durch ein Wappen wurde im Jahre 1612 diese Verleihung durch Kaiser Matthias bestätigt. Der Vater Julius von Rechenberg (1812–1892), Sohn des Landrates in Liebenwerda, später königlich preußischer Geheimer Regierungsrat Carl Georg Friedrich Freiherr von Rechenberg (1785–1854), war Legationsrat und stammte aus Lübben in der Niederlausitz. Seine Mutter Helene Fiedler (1841–1911) war die Tochter des Bankiers Carl Anton Fiedler und seiner Ehefrau Barbara Workuka. Rechenberg hatte zwei Geschwister, Kora (* 1868) und den Bruder Julius (* 1869), kgl. preuß. Major a. D, beide unvermählt.

## Ausbildung und Konsularischer Dienst
Er besuchte das Deutsche Gymnasium in Prag, wohin sein Vater von Madrid als Generalkonsul versetzt worden war. Er studierte Jura in Prag, Berlin und Leipzig. Nach der Promotion zum Dr. iur. (1883), dem Referendariat und dem Assessorexamen trat er 1893 auf Anforderung in den Dienst des Auswärtigen Amtes. Zu diesem Zeitpunkt war er Leutnant d. R. im 2. Garde-Regiment zu Fuß. Um die Verwaltung und Gerichtsbarkeit in den neuen deutschen Kolonien in Ostafrika aufzubauen, wurde er zum Richter und Bezirksamtmann in Tanga bestellt. 1896 wurde er als Vize-/Konsul nach Sansibar versetzt. Wegen seines kompromisslosen Auftretens gegenüber den Briten stand er bei den Deutschen wie bei den Einheimischen in hohem Ansehen.
Das Auswärtige Amt schickte ihn 1900 als Konsul nach Moskau. Von 1905 bis 1906 übernahm er in Warschau die Position des Generalkonsuls von seinem Vater.

## Gouverneur in Deutsch-Ostafrika
Nachdem im Maji-Maji-Krieg die südlichen Landesteile verheert und zwischen 75.000 und 300.000 Afrikaner in einer folgenden Hungersnot starben, ernannte Reichskanzler von Bülow Rechenberg 1906 zum Gouverneur von Deutsch-Ostafrika. Rechenberg sah sich auf der Linie von Bernhard Dernburg, der die Kolonialabteilung des Auswärtigen Amtes leitete und sich um Reformen in den deutschen Kolonien bemühte.
Des Kisuaheli mächtig, übernahm Rechenberg die Verwaltung über ca. 6.000 Deutsche und knapp acht Millionen Einheimischen. Rechenberg hatte sich mit der Kultur der Afrikaner beschäftigt und beherrschte sowohl die arabische Sprache wie mehrere afrikanische Sprachen und Dialekte. Der Kern der Reformbestrebungen bestand darin, den Zwang über die einheimische Bevölkerung zu lockern und ihnen zu erlauben, mehr für ihren eigenen Bedarf anzubauen; sie mussten aber Baumwolle für den Export anbauen. Auch ließ er eine größere Zuwanderung von Indern zu, um das Land mehr für den Handel zu öffnen. Er verbot den deutschen Siedlern den eigenmächtigen Gebrauch der Nilpferdpeitsche, um die Prügelstrafe einzugrenzen und unterdrückte den Sklavenhandel. Weitergehende Lockerungen und eine größere Selbstverwaltung scheiterten ebenso wie die Reduzierung der Strafen und der Zwangsarbeit. Schon mit seinen ersten Maßnahmen erntete er wütende Attacken aus Reichstagskreisen und kolonialen Vereinen. Dabei war sein Einsatz nicht „selbstlos“, sondern auch er verfolgte kolonialwirtschaftliche Ziele. Der „eisenköpfige Rechenberg“ ließ Straßen, Brücken und Eisenbahnen mit einem Netz von 4.500 km bauen. So konnten vor allem Kautschuk, Reis, Erdnüsse und Baumwolle nach Deutschland gebracht werden. In Rechenbergs Amtszeit verdreifachte sich der Export aus der Kolonie auf geringem Niveau. Für Deutschland blieb sie dennoch unrentabel: Die Einfuhren überstiegen die Ausfuhren bei Weitem.

## Rückkehr nach Berlin und Reichstagsmandat
1910 stand Rechenberg im Mittelpunkt eines Kolonialskandals als Willy von Roy, Herausgeber der Deutsch-Ostafrikanischen Zeitung, den Gouverneur der Homosexualität mit afrikanischen Untergebenen bezichtigte. Wegen Unstimmigkeiten mit dem Auswärtigen Amt im Mai 1912 nach Berlin zurückbeordert, trat Rechenberg von seinem Posten zurück und wurde zur Disposition gestellt. Die Absetzung Rechenbergs resultierte zum einen aus den zunehmenden Spannungen mit der Siedlerbevölkerung, die aktiv gegen ihn agitierte, und zum anderen aus der umfassenden Naturzerstörung und Tiervernichtung in der Kolonie, die unter Rechenberg dramatische Ausmaße annahm. Fortan lebte er in Berlin. 1914 zum  Wirkl. Geh. Rat mit dem Prädikat Exzellenz ernannt, wurde er in schwierigen politischen und diplomatischen Angelegenheiten zu Rate gezogen.
Für die katholische Zentrumspartei übernahm er am 24. April 1914 im Reichstagswahlkreis Regierungsbezirk Königsberg 6 (Braunsberg-Heilsberg) ein Reichstagsmandat bis 1918. Als sich das Zentrum der SPD näherte, zog er sich von der Partei zurück und kandidierte nicht mehr.
Nach dem Kriege weilte er in Genf auf mehreren internationalen Konferenzen. Er unternahm weite Reisen nach Ostafrika, Kleinasien, Sibirien, Zentralasien und an die chinesische Grenze. Im ehemaligen Deutsch-Ostafrika (nun Tanganjika) ließ er wissenschaftliche Labors und landwirtschaftliche Versuchsstationen bauen, die die Entwicklung des Landes stabilisierten.
1914 heiratete er in Marienbad Gabriele Mittenzweig (1875–1965), Tochter der Adela Levy und des preußischen Medizinalrats Hugo Mittenzweig (1839–1904). In Berlin wohnte er in Berlin-Charlottenburg am Kaiserdamm Nr. 113. Zuletzt war Rechenberg Hauptmann der Landwehr a. D.

## Corpsstudent
Als Jurastudent trat er in Prag dem Corps Cheruscia bei. Das Band dieses Corps hat Rechenberg später nicht mehr getragen, vermutlich weil der Bund beim Eintritt des Prager SC in den KSCV (1919) längst suspendiert war. Als Student und Referendar in Berlin verkehrte er regelmäßig beim Corps Guestphalia. Das Corps verlieh ihm 1885 die Corpsschleife und 1922 das Band. Da er keine Partie auf Kösener Farben geschlagen hatte, musste zuvor das Einverständnis des KSCV eingeholt werden. Rechenbergs eigentliche „Corpskarriere“ begann erst nach der Pensionierung. 1922 wurde er in den Altherrenvorstand und in den Ehrenrat der Guestphalia gewählt. Von 1926 bis 1933 war er Vorsitzender des AH-Vereins. 1924 regte er die Berliner SC-Bälle an. Zum ersten Ball in den Zoo-Sälen kamen etwa 3.000 Gäste. Der finanzielle Überschuss von ca. 10.000 Mark wurde dem Rektor der Universität für mittellose Studenten zur Verfügung gestellt. Zu den glanzvollsten Festen der Berliner Gesellschaft zählte der von Rechenberg initiierte Kolonialball, zu dem er alle Berliner Corpsbrüder einlud. Seinem Corps stiftete er eine stattliche Sammlung von Speeren, Masken, Schilden und Jagdtrophäen.
Rechenbergs Frau Gabriele gründete 1922 die Vereinigung der Corpsschwestern des Corps Guestphalia zu Berlin. Die „First Lady“ des Corps starb 1965 mit 90 Jahren in Wiesbaden.
Auf dem Weg zum Stiftungsfest des AHSC Grunewald erlitt er bei einem Verkehrsunfall schwere Verletzungen, denen er am 26. Februar 1935 erlag. Die Beisetzung erfolgte auf dem Friedhof Heerstraße im heutigen Ortsteil Berlin-Westend. Das Grab ist nicht erhalten.

## Mitgliedschaften
- Weltwirtschaftliche Gesellschaft
- Deutsche Gesellschaft
- Vorsitzender der „Deutschen Gesellschaft für Eingeborenenkunde“

## Genealogie
- Gothaisches Genealogisches Taschenbuch der Freiherrlichen Häuser. Zugleich Adelsmatrikel der D.A.G. Teil A (Uradel). 1938. 88. Jahrgang, Justus Perthes, Gotha 1937, S. 398. PDF
- Gothaisches Genealogisches Taschenbuch der Freiherrlichen Häuser 1920, 70. Jahrgang, Justus Perthes, Gotha 1919, S. 632 f.
- Gothaisches Genealogisches Taschenbuch der Freiherrlichen Häuser 1894, Jg. 44, Justus Perthes, Gotha 1893, S. 680.